# 西番雅書
《西番雅书》或譯《索福尼亞》（希伯來語：ספר צְפַנְיָה），是《旧约圣经》的第36卷書，记载犹大王国末期的贵族子弟西番雅的预言和相关情况。这本书警告犹太人不要离弃他们祖先的上帝耶和华，耶和華將對以色列和列國作出正義審判，否则他们将会失去上帝子民的地位，以及祂允諾對外邦和以色列的拯救。这本书的信息影响了犹大国的国王约西亚，在全国开展了一场规模宏大的废除偶像崇拜运动。

## 本书背景
猶大王約西亞在位的早期（公元前659-629年），當時國內的巴力崇拜十分猖獗，一群「異神祭司」帶頭從事违反摩西律法的崇拜。先知西番雅所宣布的信息令耶路撒冷的居民大感震驚。雖然西番雅很可能是希西家王後人而屬於猶大王族，他對當時國中的情況卻提出猛烈的抨擊。（西番雅书1：1，4）他所發出的是個毁滅的信息。上帝的子民已變得非常悖逆，唯獨耶和華才能够在他們當中把純真崇拜復興過來，並且祝福他們，使他們“在地上的萬民中有名聲，得稱讚”。（西番雅书3:20）西番雅指出唯獨依賴上帝之助，人才有可能“在耶和華發怒的日子⋯⋯隱藏起來”。（西番雅书2：3）他的名字西番雅的意思是“耶和華已隱藏（珍藏）”。
西番雅的努力産生了成果。年僅八歲便登基作王的約西亞於他在位的第12年採取行動“潔淨猶大和耶路撒冷”。他清除謬誤的崇拜、修復「耶和華的殿」，並恢復守逾越節。可是約西亞王的改革只維持一段短暫的時期，因為在他之後繼位的三個兒子和一個孫子均“行耶和華眼中看為惡的事”。（历代志下36:1-12）這一切應驗了西番雅的話：“我⋯⋯必懲罰首領和王子，⋯⋯及將强暴和詭詐得來之物充滿主人房屋的［人］。”
在公元前648年，即約西亞王在位第12年，之前不久，“耶和華的話臨到⋯⋯西番雅。”第一節經文说明他在猶大説預言，他在書中對耶路撒冷及其風俗所作的詳細描述也顯示他當時在猶大居住。書中的信息含有雙重意義，一方面令人十分驚駭，另一方面則予人安慰。它的內容主要論及耶和華那迫在眉睫、大而可畏的日子，但同時也預告耶和華會復興一群卑微的百姓，“他們必投靠我参看耶和華的名。”

## 本书和历史记录
在西番雅發出預言40多年之後，耶路撒冷在公元前586年遭受毁滅。這件事在歷史上稽稽可考，聖經本身也含有內在的證據證明這場毁滅甚至在細節方面也完全應驗了西番雅的預言。耶路撒冷遭受毁滅之後不久，耶利米在哀歌中把親身經歷的各種可怖景象一一記下。將幾篇记录細加比較，事實證明西番雅所含的信息的確是真确的。西番雅警告人務要在“耶和華的烈怒未臨到你們⋯⋯以先”衷誠悔改，而耶利米則指出事情已實際發生，説：“耶和華⋯⋯倒出了祂的烈怒。”西番雅預言耶和華“必使災禍臨到人身上，使他們行走如同瞎眼的，⋯⋯他們的血必倒出如灰塵。”（西番雅书1:17）耶利米透露這乃是確鑿的事實：“他們眼瞎盲盲，在街上亂走，污染着血。”
歷史記載显示摩押、亞捫、亞述及其首都尼尼微等異教國家遭受毁滅的經過，過程正如西番雅所預言的一般。那鴻預言尼尼微必遭毁滅，同樣，西番雅也宣告“耶和華必⋯⋯使尼尼微荒涼，又乾旱如曠野。”（西番雅书2:13）這場毁滅十分徹底，不及200年後，歷史家希羅多德（Herodotus）撰文論及底格里斯河時將其稱為“尼尼微城曾一度屹立其上的大河”。約在公元150年，希臘作家盧奇安（Lucian）寫道：“該城現已無迹可尋。”《新威斯敏斯特聖經辭典》指出，進侵的大軍“因底格里斯河水位突然大漲而盡佔其利，河水把大幅城牆沖走。⋯⋯那地變成如此荒涼，以致在希臘和羅馬時代，尼尼微城在人們聽來差不多有如神話一般。但其實整座大城如同廢物一般埋在土墩裏。”同一卷書的第627頁透露，摩押也按着所預言的方式遭受毁滅：“尼布甲尼撒征服了摩押人。”此外，約瑟夫斯也曾報導亞捫亡國的經過。以整個民族而言，摩押人和亞捫人最終均完全滅絶。

## 内容大綱
- 攻擊罪惡，預言審判（1:1–2:3）
  - 譴責百姓的罪。
  - 預言審判大日的景況。
- 宣告以色列之罪惡與懲罰（2:4–3:7）
  - 對非利士的宣告。
  - 對摩押和亞捫的宣告。
  - 對古實和亞述的宣告。
  - 對耶路撒冷的宣告。
- 應許的祝福 （3:9-20）
  - 餘民被召集。
  - 選民復興之喜樂。

## 主要内容

### 耶和華的日子迫在眉睫
（覆盖西番雅书1:1-18）開頭作者發出一個毁滅的宣布：“耶和華説：‘我必從地上除滅萬類。’”（西番雅书1:2）人畜都無一幸免。崇拜巴力的人，異神祭司，在房頂敬拜天上萬象的人，那些又敬拜耶和華又拜瑪勒堪的人，以及那些離棄耶和華而不尋求祂的人，這些人都必全被剪除。預言者説：“你要在主耶和華面前靜默無聲，因為耶和華的日子快到。”（西番雅书1:2-7）耶和華已預備了祭物。所有首領，施强暴、好行詭詐的人及一切漠不關心的人都難逃懲罰。他們的金銀財物會完全化為烏有。耶和華的大日子已迫在眉睫！“那日是忿怒的日子，是急難困苦的日子。”凡得罪耶和華的人，他們的血必倒出如灰塵。“當耶和華發怒的日子，他們的金銀不能救他們。”祂的憤怒如火，必吞滅全地。

### 要尋求耶和華；列國必遭受毁滅
（覆盖西番雅书2:1-15）一切謙卑的人當趁着那日子尚未如風前的糠一般過去以先，“尋求耶和華，當尋求公義謙卑，”這樣你或者“在耶和華發怒的日子可以隱藏起來”。（西番雅书2:3）耶和華宣布非利士人之地有禍了，這地後來“必為猶大家剩下的人所得”。驕傲自大的摩押和亞捫必荒涼像所多瑪和蛾摩拉一樣，“這⋯⋯是因他們驕傲，自誇自大，毁謗萬軍之耶和華的百姓。”他們的神必與他們一同滅亡。（西番雅书2:7-10）耶和華的“刀”也必臨到古實人。北方設都於尼尼微的亞述必淪為荒涼的曠野，成為「叫人驚訝之地」，“凡經過的人都必搖手嗤笑她。”

### 悖逆的耶路撒冷承擔罪責；謙卑的餘民蒙福
（覆盖西番雅书3:1-20）悖逆、暴虐的耶路撒冷城有禍了！她的首領是“咆哮的獅子”，她的預言者是“詭詐的人”，這些人沒有信靠自己的上帝耶和華。她的居民不會畏懼耶和華而接受管教，因他們“從早起來就在一切事上敗壞自己”。（西番雅书3章3節、4節及7節）耶和華已定意招聚列國，將祂的烈怒傾澆在他們身上；祂的憤怒如火，必消滅全地。耶和華“必使萬民用清潔的言語好求告我──耶和華的名，同心合意地事奉我”。（西番雅书3:9）那時一切矜誇高傲之輩都必被除滅，一群行事公義、謙虚卑微的餘民必因耶和華的名得到護庇。歌唱、歡呼、喜樂之聲會響徹錫安，因以色列的王耶和華在他們中間。屆時不要懼怕，不要手軟，因耶和華必施行拯救，愛護他們，為他們歡喜快樂。“我使你們被擄之人歸回的時候，就必使你們在地上的萬民中有名聲，得稱讚。這是耶和華説的。”

## 基督教观点

### 新教觀點
約西亞王是聽從西番雅的警告信息而得益的人之一。他大力推行廢除偶像崇拜運動，結果發現了由於耶和華的殿年久失修而遺失了的律法書。約西亞從律法書上聽到不服從的悲慘後果時大為憂傷。這件事正是西番雅所預言的，但現在卻從另一位見證人──摩西的口獲得證實。約西亞於是在上帝面前謙卑自抑，結果耶和華應許預告的毁滅不會在他的日子臨到。但是這種情況未能保持很久，因為約西亞的兒子們沒有跟從他所立的好榜樣。不過，對約西亞和他的百姓來説，留意「臨到西番雅」的“耶和華的話”的確極為有益。

### 马太福音中的引用
耶穌在登山寶訓中説了一些和西番雅的勸告十分相似的話，由此表明他同意西番雅是上帝的真先知。西番雅在書中第2章第3節所提出的勸告是：“世上遵守耶和華典章的謙卑人哪，你們都當尋求耶和華，當尋求公義謙卑。”耶穌的勸告則是：“你們要先求祂的國和祂的義。”（马太福音6:33）先求上帝的國的人必須小心不要冷淡下來。西番雅便警告人務要提防這個陷阱；他抨擊“那些轉去不跟從耶和華的，和不尋求耶和華也不訪問祂的”人，“他們心裏説：耶和華必不降福，也不降禍。”（西番雅书1:6-12）保羅在寫給希伯來人的信中也談到審判日的來臨，並警告人不可畏縮退後。他補充説：“但我們不是那些後退以致滅亡的人，而是有信心以致保全生命的人。”預言者對那些謙卑地懷着信心熱切尋求耶和華的人而非對一些半途而廢或缺乏體會的人説：“你們或者在耶和華發怒的日子可以隱藏起來。”因為最終的得救有賴於個人所採取的途徑。（马太福音24:13）也就是说不能倚仗上帝的憐憫而放肆。西番雅的預言無可置疑地指出，那日子會非常突然地臨到一般始料不及的人。

### 拯救的信息
這本書向得罪耶和華的人提出毁滅的信息，但對一切願意悔改“尋求耶和華”的人卻提出幸福的前景。願意悔改的人可以鼓起勇氣來，因為西番雅説：“以色列的王参看耶和華在你們中間。”現在絶不是錫安應當畏縮害怕或閒懶怠惰的時刻。反之這乃是要全心信賴耶和華的時刻。“祂是施行拯救，大有能力的主。祂在你中間必因你歡欣喜樂，默然愛你，且因你喜樂而歡呼。”那些“先求他的國”而仰望祂的仁愛保護和永遠祝福的人快樂了。

### 閱讀聖經
- 西番雅書 （页面存档备份，存于） （繁體中文）
- 西番雅书 （页面存档备份，存于） （简体中文）